# Скоропадский, Георгий Васильевич
Гео́ргий Васи́льевич Скоропа́дский (11 (23) октября 1873 — 8 декабря 1925) — русский общественный деятель и политик, член Государственной думы от Черниговской губернии. Участник Белого движения, член Русского совета.

## Биография
Из потомственных дворян Черниговской губернии. Землевладелец Сосницкого уезда (600 десятин).
Окончил Новгород-Северскую гимназию и юридический факультет Киевского университета (1898).
Избирался гласным Сосницкого уездного (с 1899) и Черниговского губернского (с 1900) земских собраний, почетным мировым судьей по Сосницкому уезду (с 1899). Служил Козелецким податным инспектором (1903—1904), в 1904—1907 годах состоял председателем Сосницкой уездной земской управы.
В 1907 году был избран членом Государственной думы от Черниговской губернии. Входил в бюро фракции октябристов». Состоял товарищем председателя комиссии по судебным реформам, а также членом комиссий: по народному образованию, по направлению законодательных предположений, по Наказу, распорядительной, по местному самоуправлению. Среди прочего поддержал выделение Холмщины из состава Царства Польского, считая что «этим будет поднят флаг борьбы за русские интересы и за объединение русской нации».
В 1912 году был переизбран в Государственную думу. Входил во фракцию октябристов, после её раскола в 1914 году остался беспартийным, а в сентябре 1915 примкнул к фракции центра и вошел в Прогрессивный блок. Состоял секретарем комиссии по судебным реформам, а также председателем комиссий: личного состава, о вотчинном уставе и по борьбе с немецким засильем.
Весной 1917 года находился в Петрограде. После Октябрьской революции выехал на Юг России, служил в гражданском управлении Добровольческой армии. 13 февраля 1919 года в Одессе принимал участие в собрании бывших членов Государственного совета и Думы, которое приняло приветствие в адрес верховного правителя России адмирала Колчака. В 1921 году вошел в Русский совет от парламентских комитетов.
В эмиграции в Югославии. Жил в Новом-Саде, заведовал библиотекой. Умер в 1925 году. С 7 февраля 1911 года был женат на Вере Владимировне Маркович (1880—1954, Сан-Франциско).